# 珥 (圣经人物)
珥，是《希伯來聖經.创世纪》中出现的次要人物，猶太人列祖猶大和利亚的長子，娶妻他玛；由于珥的邪恶（並未記載為何種惡行），而死於天譴（遭耶和华處死），于是犹大依照希伯來夫兄弟婚的習俗，要求他玛與次子俄南同房，以便为长子珥留下繼承人。俄南知道，他玛生下的小孩必須過繼到珥的名下，所以俄南和他瑪發生性行為，卻採用體外射精的方式，刻意不讓他瑪懷孕，避免生下不属于自己的后代。耶和华憎恨俄南的做法，也使俄南死於天譴。後來猶大見珥與俄南都死於天譴，刻意不讓小兒子示拉和他玛同房，他玛只好假扮為流鶯妓女，讓公公猶大與自己同房，使自己懷孕，以留下後代。